# 群馬県立藤岡中央高等学校
群馬県立藤岡中央高等学校（ぐんまけんりつ ふじおかちゅうおうこうとうがっこう）は、群馬県藤岡市にある県立高等学校。
群馬県の高校教育再編整備計画により、閉校となった群馬県立藤岡高等学校と群馬県立藤岡女子高等学校に代わる男女共学の新設校として2005年に設置された。

## 沿革
- 2005年 - 開校

## 学科
- 全日制
  - 普通科
  - 理数科
- 定時制
  - 普通科

## 部活動
平成19年11月4日に開催された「群馬県高等学校総合文化祭・郷土芸能大会」で初出場ながら、和太鼓部「ひびき」が優秀賞に輝き、全国大会出場校選考会で群馬県立高崎高等学校とともに、平成20年夏の「全国高校総合文化祭」に出場を果たした。科学部は群馬ブロックのサッカーオープンリーグにおいて平成28年に4年連続で優勝し、4年連続の全国大会出場を果たしている。また、理数科の生徒全員が加入する部活動の「F.C.Lab」は、全国総合文化祭信州大会自然科学部門にて「シャウティングチキンはなぜ悲壮な叫び声をあげるのか」というテーマで研究発表を行い、最優秀賞を受賞している。

## 進学実績
第1期生の現役合格大学（進学先）は早稲田大学政経学部、同法学部、東京理科大学理学部などの難関大学をはじめ、明治大学理工学部、法政大学理工学部、中央大学法学部、地元国公立の群馬大学理工学部、高崎経済大学地域政策学部などの合格者を輩出している。

## 死亡事故
2017年12月20日、陸上部所属の3年生男子部員が投擲したハンマーが、サッカー部2年生男子部員の頭部に直撃して死亡。2018年2月15日、死亡事故の検証と再発防止策について提言を行う第三者検証委員会が現場の視察、及び「生徒らは危険性を認識（していた）」として協議を進めた。